# シンディ・ブレイクスピア
シンシア・ジェーン・キャメロン・ブレイクスピア (Cynthia Jean Cameron Breakspeare、1954年10月24日 - ) 通称シンディ・ブレイクスピア (Cindy Breakspeare) はジャマイカのモデル。1976年のミス・ワールドであり、レゲエミュージシャンダミアン・マーリーの母親である。

## 来歴
シンディ・ブレイクスピアはジャマイカ人の父ルイス・ブレイクスピアと、カナダ人の母マーガレット・コクランの子としてカナダ・トロントに生まれた。家族はシンディが4歳のときジャマイカに転居した。
シンディはティーンエイジャーになるとMiss Jamaica Body BeautifulやMiss Universe Bikiniなど様々なミス・コンテストに応募するようになり、1976年11月19日、ロンドンで行われたミス・ワールド1976で優勝し、ジャマイカ人としては2人目のミス・ワールドに輝いた。
1978年にボブ・マーリーとの子、ダミアン・マーリーを出産した。なお、ボブ・マーリー&ザ・ウェイラーズの楽曲「Waiting In Vain」や「Turn Your Lights Down Low」はシンディに捧げられたものとされている。
1981年には弁護士で上院議員のトム・タヴァレス=フィンソン (Tom Tavares-Finson) と結婚し、二児をもうけたが、1995年に離婚した。